# 2000年夏季奥林匹克运动会游泳比赛—女子200米仰泳
2000年夏季奥林匹克运动会女子200米仰泳比赛决赛于2000年9月22日在澳大利亚悉尼举行。最终，罗马尼亚游泳运动员迪亚娜·莫卡努获得了此项比赛的冠军。

## 成绩
| 名次 | 运动员                      | 成绩    |
| ---- | --------------------------- | ------- |
|      | 迪亚娜·莫卡努（罗马尼亚）   | 2:08.16 |
|      | 罗萨娜·马拉希尼亚努（法国） | 2:10.25 |
|      | 中尾美树（日本）            | 2:11.05 |